# 雷電 (1959年の映画)
『雷電』（らいでん）は、1959年に公開された中川信夫監督の日本映画。
尾崎士郎の原作で、江戸時代の大相撲力士大関雷電爲右エ門の若き日を描いている。
同年に続編の『続 雷電』も公開された。こちらについても本記事にて記述する。

## スタッフ

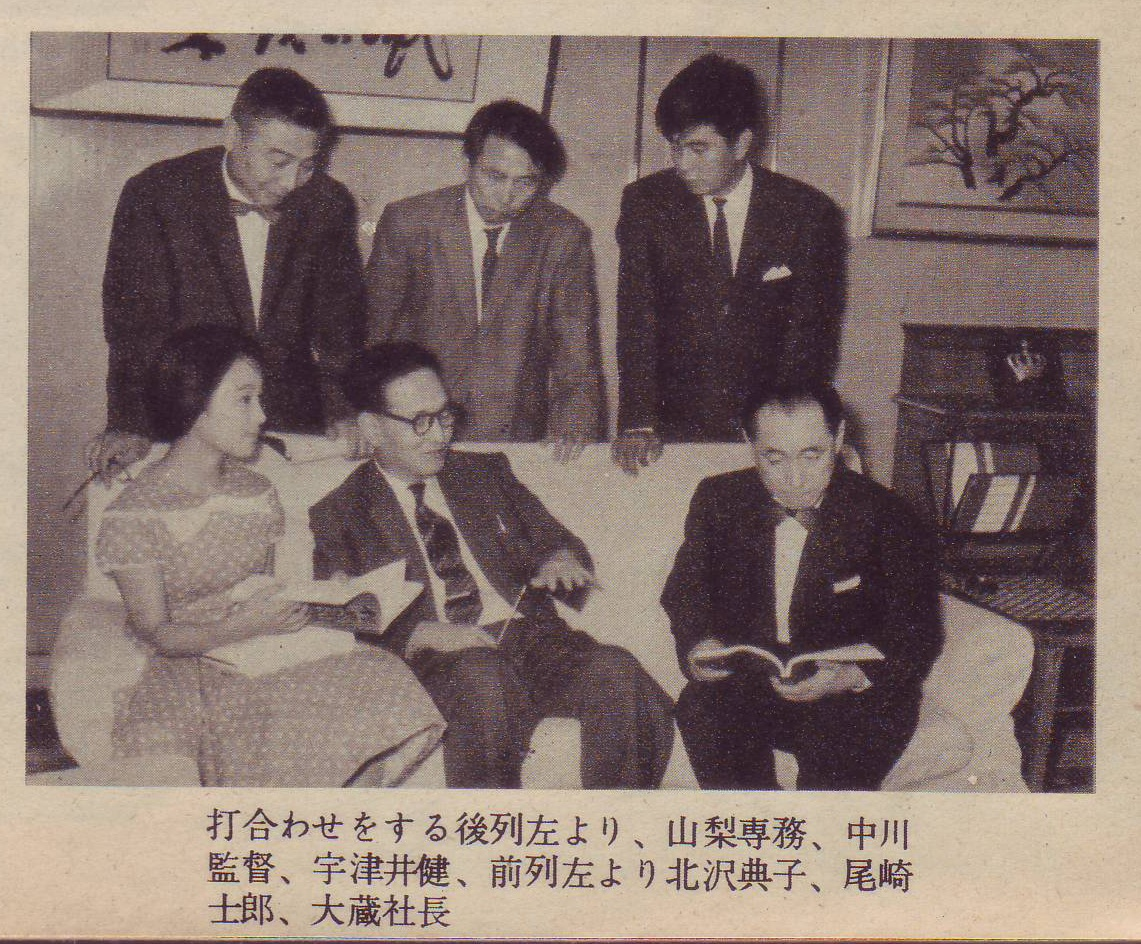
『雷電』の打ち合わせ

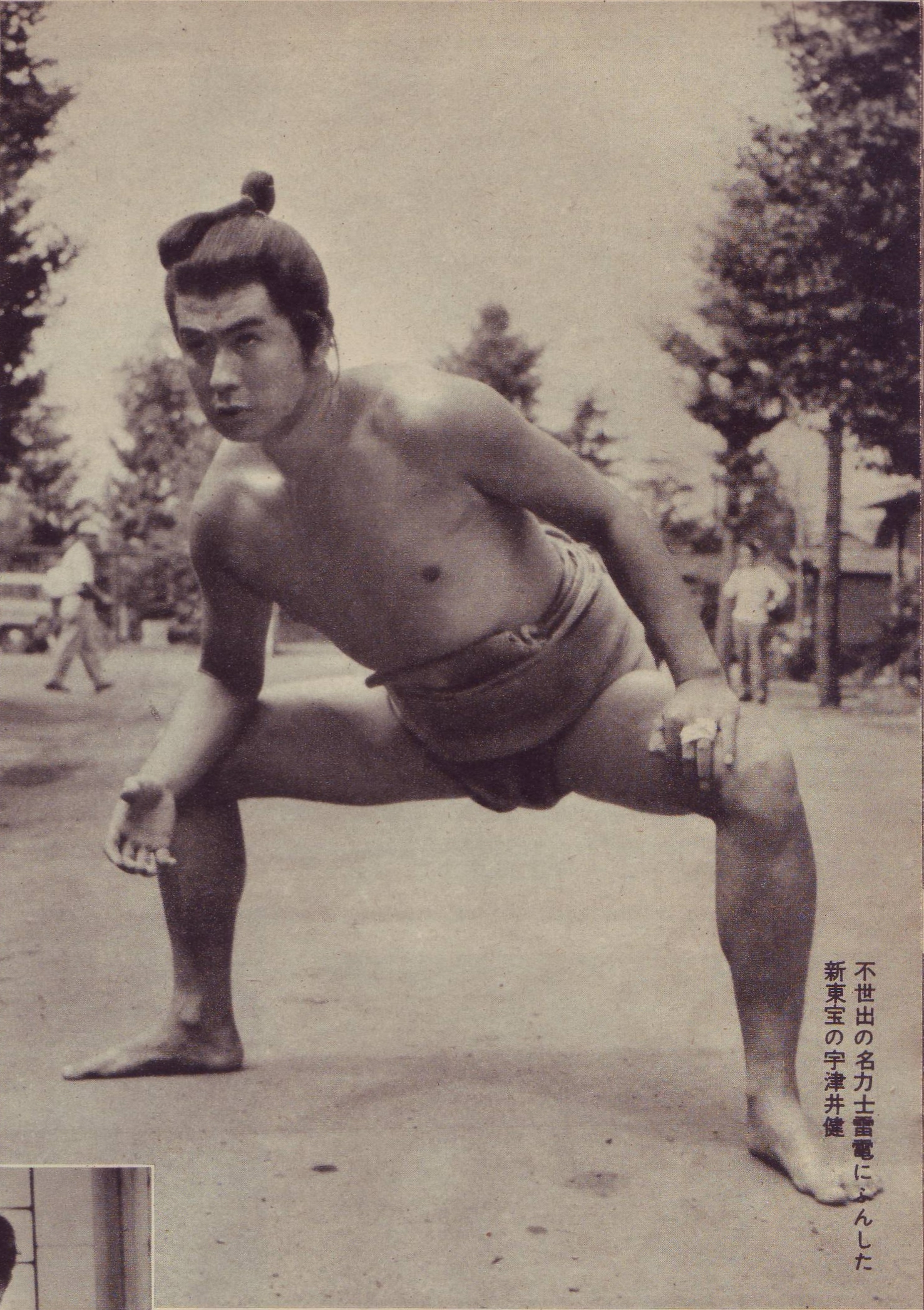
宇津井健

以下のスタッフ名は特に記載がない限りKINENOTEに従った。
- 監督 - 中川信夫
- 製作 - 山梨稔
- 脚本 - 杉本彰、中川信夫
- 原作 - 尾崎士郎
- 撮影 - 西本正
- 美術 - 黒沢治安
- 音楽 - 小沢秀夫
- 録音 - 道源勇二
- 照明 - 石森浩
- 編集 - 神島帰美[3]

## キャスト
以下の出演者名と役名は特に記載がない限りKINENOTEに従った。
- 宇津井健 - 太郎吉
- 北沢典子 - おきん
- 坂東好太郎 - 谷風
- 林幹 - 浦風
- 高松政雄 - 上原源五右衛門
- 沼田曜一 - 大田蜀山人
- 中村虎彦 - 一木左門太
- 舟橋元 - 江戸嵐
- 石川冷 - 半右衛門
- 小林重四郎 - 沓掛の久八
- 岬洋二 - 大岩岩右衛門
- 江見俊太郎 - 本多中務大輔
- 広瀬康治 - 田沼意次
- 小畑絹子 - おゆり
- 伊達正三郎 - 松平出雲守治郷
- 倉橋宏明 - 常州屋彦兵衛
- 池内淳子 - お八重
- 芝田新 - 深部五郎松
- 三村俊夫 - 旗本倉橋
- 御木本伸介 - 関ノ戸
- 山田長正 - 伊勢の海
- 信夫英一 - 錣山
- 国方伝 - 達ヶ関
- 佐伯秀男 - 小野川
- 泉田洋志[3]
- 渡辺高光[3]
- 藤村昌子[3]
- 遠藤達雄[3]
- 原聖二[3]
- 千葉徹[3]
- 河合英二郎[3]
- 板根正吾[3]
- 宇田勝哉[3]
- 山岡正義[3]
- 大津昌也[3]
- 高橋一郎[3]
- 三砂亘[3]
- 矢島啓司[3]
- 松下眞[3]
- 北村勝造[3]
- 勝海勇三[3]
- 上野綾子[3]
- 村野英子[3]
- 美舟洋子[3]
- 万代裕子[3]